# Bom Jesus da Lapa (ort)
Bom Jesus da Lapa är en ort i Brasilien.   Den ligger i kommunen Bom Jesus da Lapa och delstaten Bahia, i den östra delen av landet, 600 km nordost om huvudstaden Brasília. Bom Jesus da Lapa ligger 439 meter över havet och antalet invånare är 40 691.
Terrängen runt Bom Jesus da Lapa är mycket platt, och sluttar västerut. Det finns inga andra samhällen i närheten.
Omgivningarna runt Bom Jesus da Lapa är huvudsakligen savann. Runt Bom Jesus da Lapa är det glesbefolkat, med 14 invånare per kvadratkilometer.